# Stazione di Gap
La stazione di Gap (in francese Gare de Gap) è la stazione ferroviaria della cittadina francese di Gap, capoluogo del dipartimento delle Alte Alpi. È posta lungo la ferrovia Veynes-Briançon.

## Storia
La stazione fu messa in servizio il 1º febbraio 1875 dalla Compagnie des chemins de fer de Paris à Lyon et à la Méditerranée (PLM) con l'apertura del troncone Veynes-Gap. Rimase capolinea temporaneo sino al 1883 quando la ferrovia fu prolungata sino a Mont-Dauphin.

## Movimenti
La stazione è servita dai treni regionali TER Auvergne-Rhône-Alpes, TER PACA e dagli Intercités de nuit Parigi Austerlitz-Briançon.